# Грот-щогла

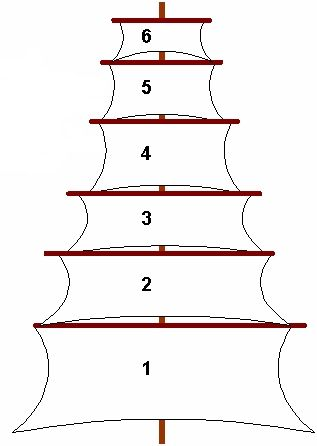
Прямі вітрила грот-щогли (з розрізним марселем): 1 — грот, 2 — нижній грот-марсель, 3 — верхній грот-марсель, 4 — грот-брамсель, 5 — грот-бом-брамсель, 6 — грот-трюмсель.

Грот-щогла (від нід. grote mast — «велика щогла») — друга щогла на судні, лічачи з носа. Розташовується між фок-щоглою і бізань-щоглою, на двощоглових суднах стоїть за фок-щоглою, рідше (на йолах, кечах) — перед бізань-щоглою. Може бути і єдиною щоглою на судні (на тендерах, шлюпах).
На дво- і трищоглових суднах грот-щогла є найвищою щоглою (втім, на гребних катерах з двощогловим рейковим озброєнням грот-щогла є нижчою за фок-щоглу). Якщо судно має чотири щогли, на ньому може бути кілька грот-щогл (1-ша, 2-га), іноді замість традиційних назв щогл на 5-, 6-, 7-щоглових суднах застосовуються інші найменування (наприклад, за днями тижня).
До назв вітрил, рангоутних дерев і снастей такелажу, розташованих на грот-щоглі, додається елемент «грот-», «грота-»: грота-рея, грот-марсель, грот-брамсель тощо. Якщо судно має дві грот-щогли, додається уточнення: марсель 1-го грота, марсель 2-го грота. Нижнє вітрило на грот-щоглі називається просто гротом, у разі наявності двох грот-щогл додається уточнення: 1-й грот, 2-й грот.